# Pseudochirulus larvatus
Il coda ad anello mascherato (Pseudochirulus herbertensis Förster e Rothschild, 1911) è un marsupiale arboricolo della famiglia degli Pseudocheiridi.

## Descrizione
Molto simile al coda ad anello dipinto (P. forbesi) da essere considerato in passato una sua sottospecie, il coda ad anello mascherato presenta però una colorazione dai toni più vivaci. Il muso è color castano brillante, con strisce facciali nere che si estendono dal mento fin dietro alle guance, terminando alla base delle orecchie. Il mento è marroncino e le regioni inferiori bianco sporco. Le zampe anteriori sono di colore marrone chiaro, mentre quelle posteriori sono grigio-brunastre, come le regioni superiori. Caso unico tra gli Pseudocheiridi, il coda ad anello mascherato presenta un dimorfismo sessuale piuttosto marcato: i maschi, infatti, sono notevolmente più grandi delle femmine (pesano circa 600 g, contro i circa 490 g delle femmine).

## Biologia
I coda ad anello mascherati conducono vita prevalentemente arboricola. Sono notturni, e durante il giorno restano nascosti nelle cavità degli alberi o in nidi formati da foglie e corteccia d'albero, e si nutrono soprattutto di foglie. In questa specie gli studiosi hanno documentato anche un considerevole consumo di corteccia, che costituisce un'importante fonte di calcio e potassio. Le femmine possono dare alla luce 1-2 piccoli in ogni periodo dell'anno.

## Distribuzione e habitat
Come la maggior parte dei membri del suo genere, il coda ad anello mascherato è endemico della Nuova Guinea. È presente nel quadrante nord-orientale dell'isola: sui monti Star, nella parte orientale della Cordigliera Centrale, nella penisola di Huon e sulle catene costiere che si estendono lungo la costa settentrionale. Si incontra nelle foreste pluviali.